# 京杭大運河
京杭大運河（けいこうだいうんが）は、中国の北京から杭州までを結ぶ、総延長2500キロメートルに及ぶ大運河である。途中で、黄河と長江を横断している。戦国時代より部分的には開削されてきたが、隋の文帝と煬帝がこれを整備した。完成は610年。運河建設は人民に負担を強いて隋末の反乱の原因となったが、運河によって米などの穀物や塩、鉄などの各種の戦略的原材料が経済の中心地江南と政治の中心地華北の間で輸送され（漕運）、さらに軍事上の要地涿郡にある大都（後の北京）が結合して、中国統一の基盤が整備された。この運河は、その後の歴代王朝でも大いに活用され、現在も中国の大動脈として利用されている。2014年の第38回世界遺産委員会でシルクロードなどとともに世界遺産リストに登録された。現在では北京から寧波まで運河で繋がっている。

## 建造の背景
西晋の滅亡以後、中国は300年近い年月にわたって南北に分裂していた。南北がなかなか統一されない原因として、淮水・長江の間に網の目状に走る小河川が進軍の足を鈍らせることにあり、曹操が敗北した赤壁の戦い・苻堅が敗北した淝水の戦いなども、北の騎馬軍団が南の水軍に敗れたという側面がある。

## 煬帝の開削

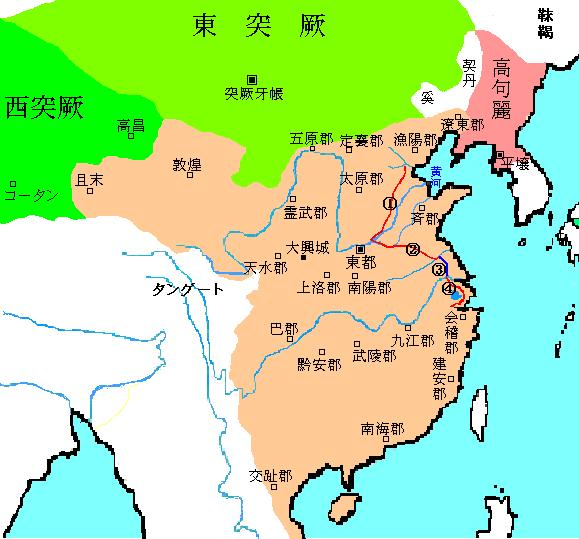
(1)〜(4)が大運河。青は文帝が建設した大運河、赤は煬帝が建設した大運河。
(1)＝永済渠 (2)＝通済渠 (3)＝山陽瀆（邗溝） (4)＝江南河

北周から禅譲を受けて隋を建国した楊堅（文帝）は、この問題を解決するために587年に淮水と長江を結ぶ邗溝（かんこう）を開鑿し、589年に陳を滅ぼして、南北を統一した。
604年に2代皇帝煬帝が即位し、翌年より再び大運河の工事が始まる。まず初めに黄河と淮水を結ぶ通済渠（つうさいきょ）を掘り、続いて黄河と天津を結ぶ永済渠（えいさいきょ）、長江から杭州へと至る江南河を結び、河北から浙江へとつながる。大運河の完成は610年のことで、その総延長は2500キロメートルを越える。
第一の通済渠の工事には100万人の民衆が動員され、女性までも徴発されて5か月で完成した。これを後世後の人は暴政と非難した。さらに、この運河を竜船（皇帝専用の船）に乗った煬帝が遊覧し、自身が好んだ江南への行幸にも使ったことから、「自らの好みのために民衆を徴発した」などとも言われるようになる。
大運河は一から全てを開削したわけではなく、既存の小運河を連結した部分がかなりある。また大運河の建造は南北の統一を確かなものとし、江南の物産を河北にもたらした。永済渠建設の目的は高句麗遠征であった。

## 開削の効果
大運河が開通したことによって、経済面で優越していた南が政治・文化の中心地である北と連結され、中国全体の流通が増大した。その社会的な影響は計り知れない。大運河の建設に多大な労働力を動員して民衆を苦しめたことを、隋朝打倒の大義名分の一つとして建国した、唐王朝こそが大運河からの最大の受益者となった。近隣地域の生産力のみでは支えきれなくなった首都長安・洛陽の食糧事情を安定させることができたのも、大運河による物資の運送能力によるところが大きかったのである。

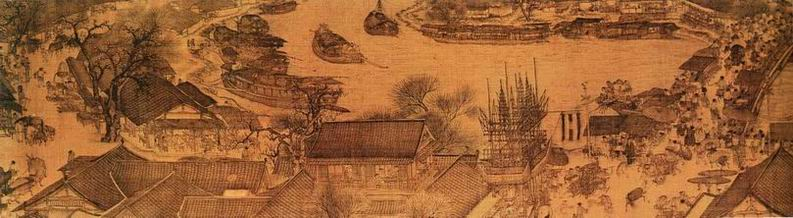
『清明上河図』（一部）

開封は永済渠と通済渠の結節点として中国の南北を結び、黄河によって東西とも結ばれていたので経済的な重要性が高まり、五代十国時代より北宋の首都として繁栄した。開封城では城内を運河が貫通しており、長安のような大規模な直交道路は姿を消したが、入り組んだ大小の街路には各種の飲食店や酒店などが軒を連ねるなど、その商業は隆盛をきわめた。当時の運河周辺の都市の繁栄の様子は『清明上河図』（張択端画）に活き活きと描かれている。

## 衰退と新経路による開削

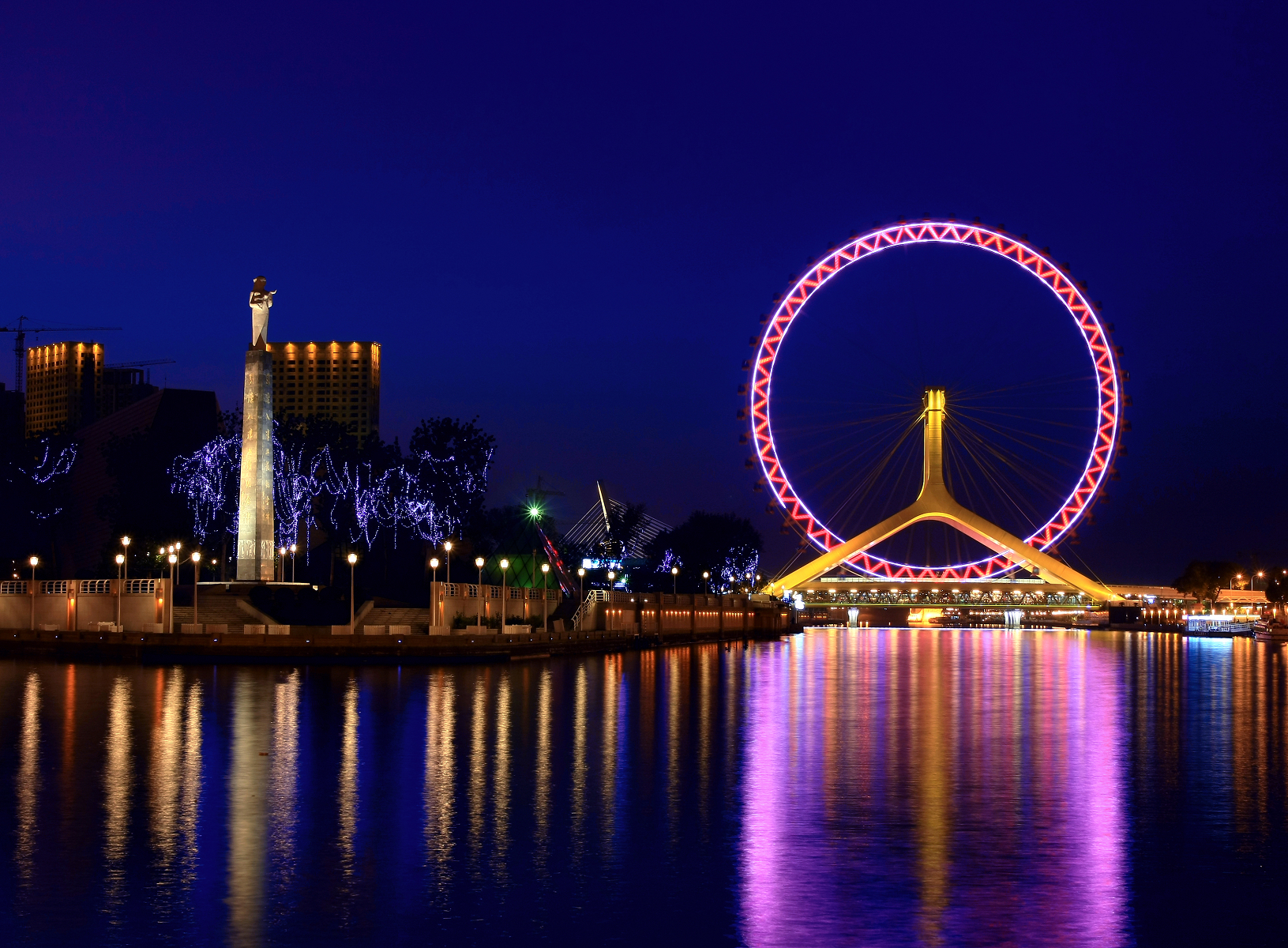
天津の海河の起点。衛河下流を利用して黄河と天津を結ぶ南運河と、温楡河を利用して天津から北京へと結ぶ北運河（いずれも京杭大運河の一部をなす）がここで合流し、海河となって渤海に流れる

しかし金が華北を占領して南宋と対立するようになると、大運河の流通も激減し、整備もされなくなってさびれてしまった。その後、元が中国大陸を征服すると、江南から首都の大都（北京）への近道として済州河と会通河が開かれた。つまり、いったん開封を経由して北京に至るそれまでのルートが不便だったため、杭州から北へ進み天津へとつながるルートが開かれたのである。元代には海運が発達し対外貿易を主にしていたので、従来に比べると大運河の重要度は落ちていたものの、この新しいルートは国内における北京の重要性を高めることになった。
明代に入り、さらに永楽帝によって南京から北京に遷都されると、再び大運河の重要度が増した。明は海禁策（貿易禁止、海上交通の禁止）を採っていたため再び内陸水運が見直され、また新たに運河が開鑿された。杭州から北へ進み、淮安→徐州→済寧→滄州→天津とつながる運河ができて、これが現在の大運河となった。海禁策を採用していた明・清においては、大運河を維持することが国都にとって死活的な重要性を意味しており、南河総督や漕運総督など大運河を管轄する重要な役職や役所が置かれた。
清末に開国して再び対外貿易が活発化すると、大運河の重要度は落ち、一地方の交通路に留まった。しかし中国大陸を統一した中華人民共和国成立後は再び整備が行われ、現在では2000トン級の船が通航できるように改修工事が行われている。ただし土砂の堆積が多く整備した運河の干上がりやすい黄河以北から天津までは必ずしもそうではなく、航空機や高速船のような新たな交通手段の発達もあって放棄されている箇所も少なくない。

## 世界遺産

### 登録物件
世界遺産に登録されたのは京杭大運河の内、往時の姿を留める護岸や景観を改修していない断片的な区間水路（中国語で「段運河」）。中国では隋唐大運河と浙東運河（中: 浙东运河）に区分される範囲で（運河跡あり）、陸上の関連施設も含め31の構成資産で形成される。

#### 隋唐大運河
- 通済渠

（1）含嘉倉遺跡〔河南省洛陽市〕
（2）回洛倉遺跡〔河南省洛陽市〕
（3）鄭州段運河〔河南省鄭州市〕
（4）商丘南関段運河〔河南省商丘市〕
（5）商丘夏邑段運河〔河南省商丘市〕
（6）柳孜運河遺跡〔安徽省淮北市〕…柳孜段運河遺跡、柳孜橋梁遺跡
（7）泗県段運河〔安徽省宿州市〕
- 永済渠（中国語版）

（8）滑県 - 濬県段運河（衛河）〔河南省安陽市・鶴壁市〕
（9）黎陽倉遺跡〔河南省鶴壁市〕

#### 京杭大運河・浙東運河
- 裏運河（中国語版）

（10）清口水利枢紐遺跡〔江蘇省淮安市〕…河道、清口遺跡と淮河合流点、双金閘、清江閘、洪沢湖石壩
（11）総督漕運公署遺跡〔江蘇省淮安市〕北緯33度30分21.1秒 東経119度8分40.6秒
（12）揚州段運河〔江蘇省揚州市〕…河道、劉堡閘、盂城駅、邵伯古堤、邵伯碼頭、痩西湖、天寧寺行宮と重寧寺、个園、汪氏小苑、塩宗廟、盧紹緒宅
- 江南運河（中国語版）

（13）常州段運河〔江蘇省常州市〕
（14）無錫段運河〔江蘇省無錫市〕…河道、清名橋歴史地区
（15）蘇州段運河〔江蘇省蘇州市〕…河道および城市水網、盤門、宝帯橋、山塘歴史地区、平江歴史地区、呉江運河古繊道
（16）嘉興 - 杭州段運河〔浙江省嘉興市・杭州市〕…河道と太湖 - 銭塘江間の河網、長安閘遺跡、鳳山水門遺跡、富義倉、長虹橋、拱宸橋、広済橋、橋西歴史地区
（17）南潯〔浙江省湖州市〕…南潯城区運河支流（頔塘）、南潯古鎮 北緯30度52分17.6秒 東経120度25分48.8秒
- 浙東運河（中国語版）

（18）杭州蕭山 - 紹興段運河〔浙江省杭州市・紹興市〕…河道、西興碼頭と過塘行遺跡、八字橋、八字橋歴史地区、紹興古繊道
（19）上虞 - 余姚運河〔浙江省紹興市〕
（20）寧波段運河〔浙江省寧波市〕
（21）寧波三江口〔浙江省寧波市〕…慶安会館
- 通恵河

（22）北京旧城段〔北京市〕…玉河故道、澄清上閘、澄清下閘、什刹海
（23）通州段運河〔北京市〕
- 北運河（中国語版）・南運河（中国語版）

（24）三岔口（三会海口） - 天津〔天津市〕
（25）滄州 - 徳州段運河〔河北省滄州市・衡水市、山東省徳州市〕…徳城区段運河および周辺区域、連鎮謝家壩、華家口夯土険工
- 会通河（中国語版）

（26）臨清段運河〔山東省聊城市〕…両条支流および衛運河の合流点、臨清運河鈔関
（27）陽穀段運河〔山東省聊城市〕…河道と黄河合流点、阿城下閘、阿城上閘、荊門下閘、荊門上閘
（28）南旺水利枢紐〔山東省泰安市・済寧市〕…会通河河道、小汶河引水工程、戴村壩、十里閘、徐建口斗門遺跡、邢通斗門遺跡、汶上運河磚砌河堤、柳林閘、南旺分水龍王廟遺跡、寺前鋪閘
（29）微山段運河〔山東省済寧市〕…独山湖段運河、利建閘
- 中運河（中国語版）

（30）台児荘段運河〔山東省棗荘市〕
（31）宿遷段運河〔江蘇省宿遷市〕…宿城区と駱馬湖段運河、宿遷龍王廟

### 登録基準
この世界遺産は世界遺産登録基準のうち、以下の条件を満たし、登録された（以下の基準は世界遺産センター公表の登録基準からの翻訳、引用である）。
- (1) 人類の創造的才能を表現する傑作。
- (3) 現存するまたは消滅した文化的伝統または文明の、唯一のまたは少なくとも稀な証拠。
- (4) 人類の歴史上重要な時代を例証する建築様式、建築物群、技術の集積または景観の優れた例。
- (6) 顕著で普遍的な意義を有する出来事、現存する伝統、思想、信仰または芸術的、文学的作品と直接にまたは明白に関連するもの（この基準は他の基準と組み合わせて用いるのが望ましいと世界遺産委員会は考えている）。

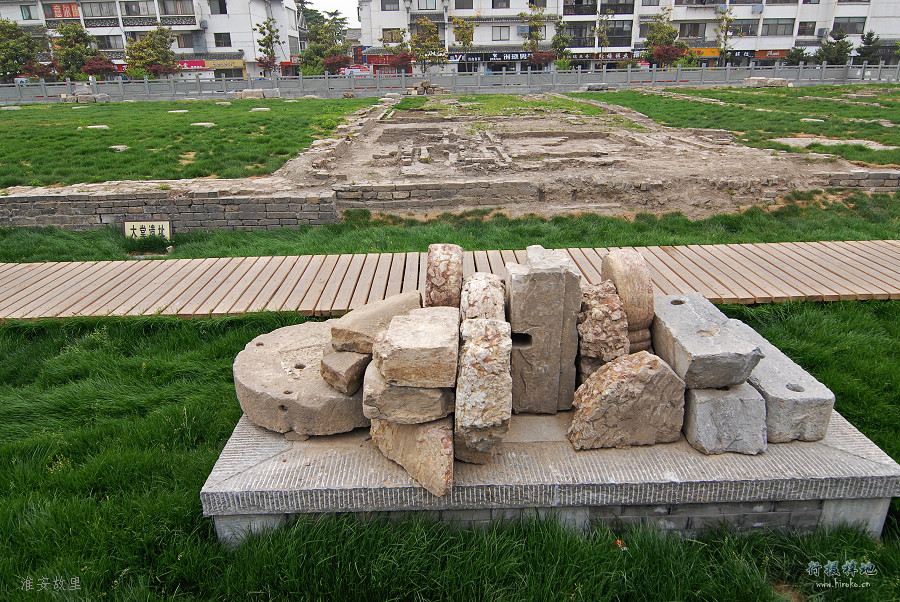
総督漕運公署遺跡
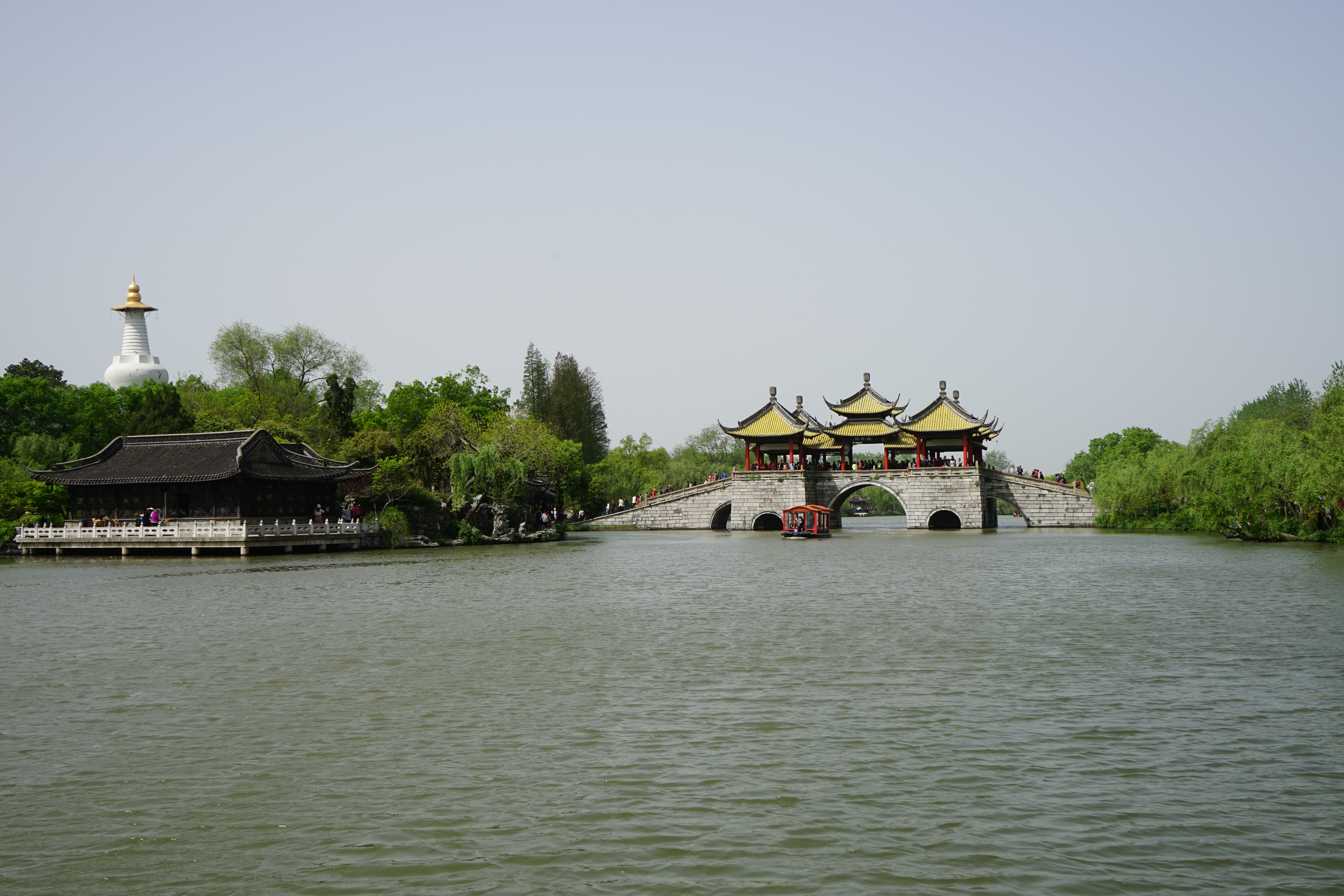
痩西湖
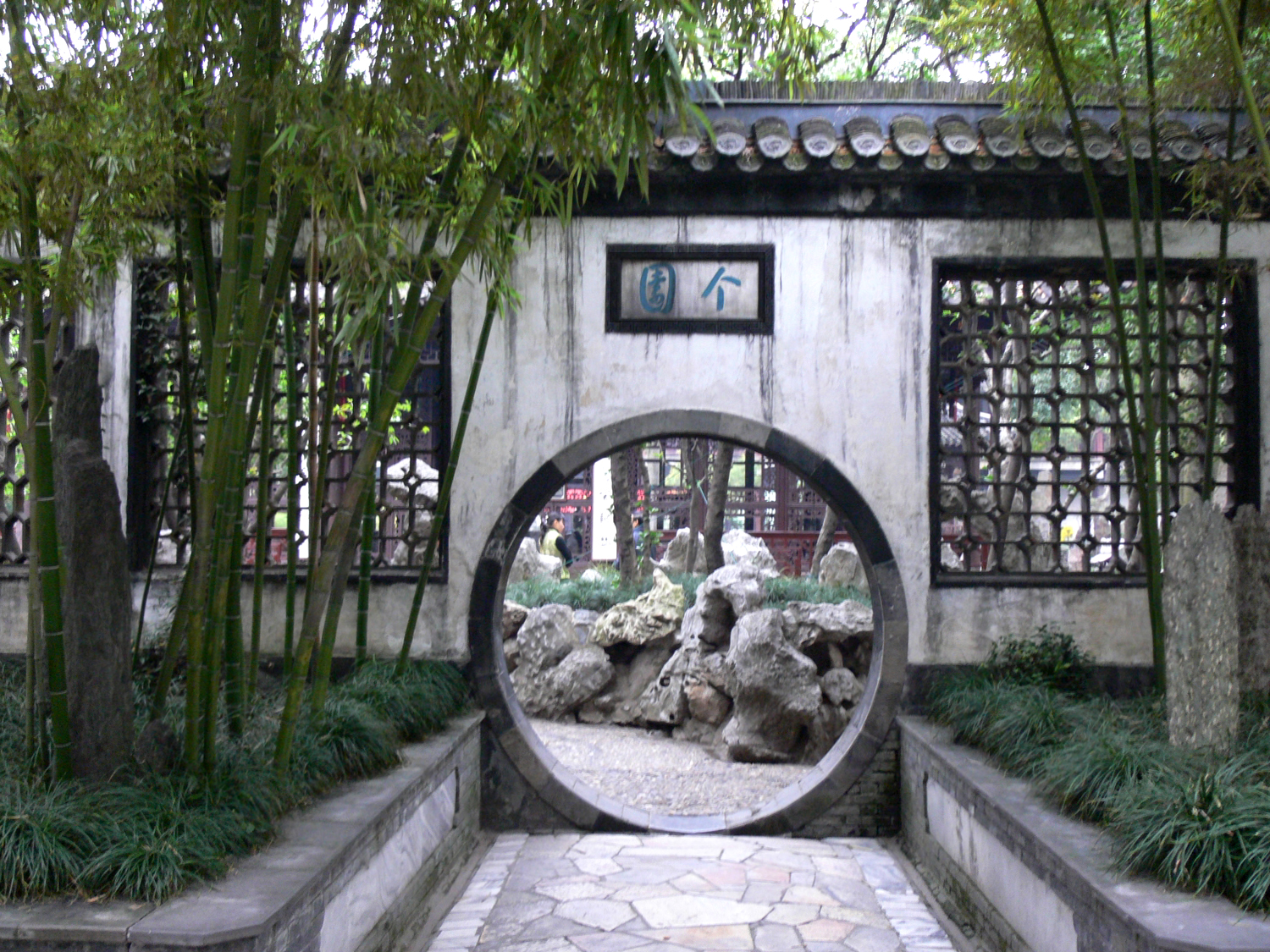
个園
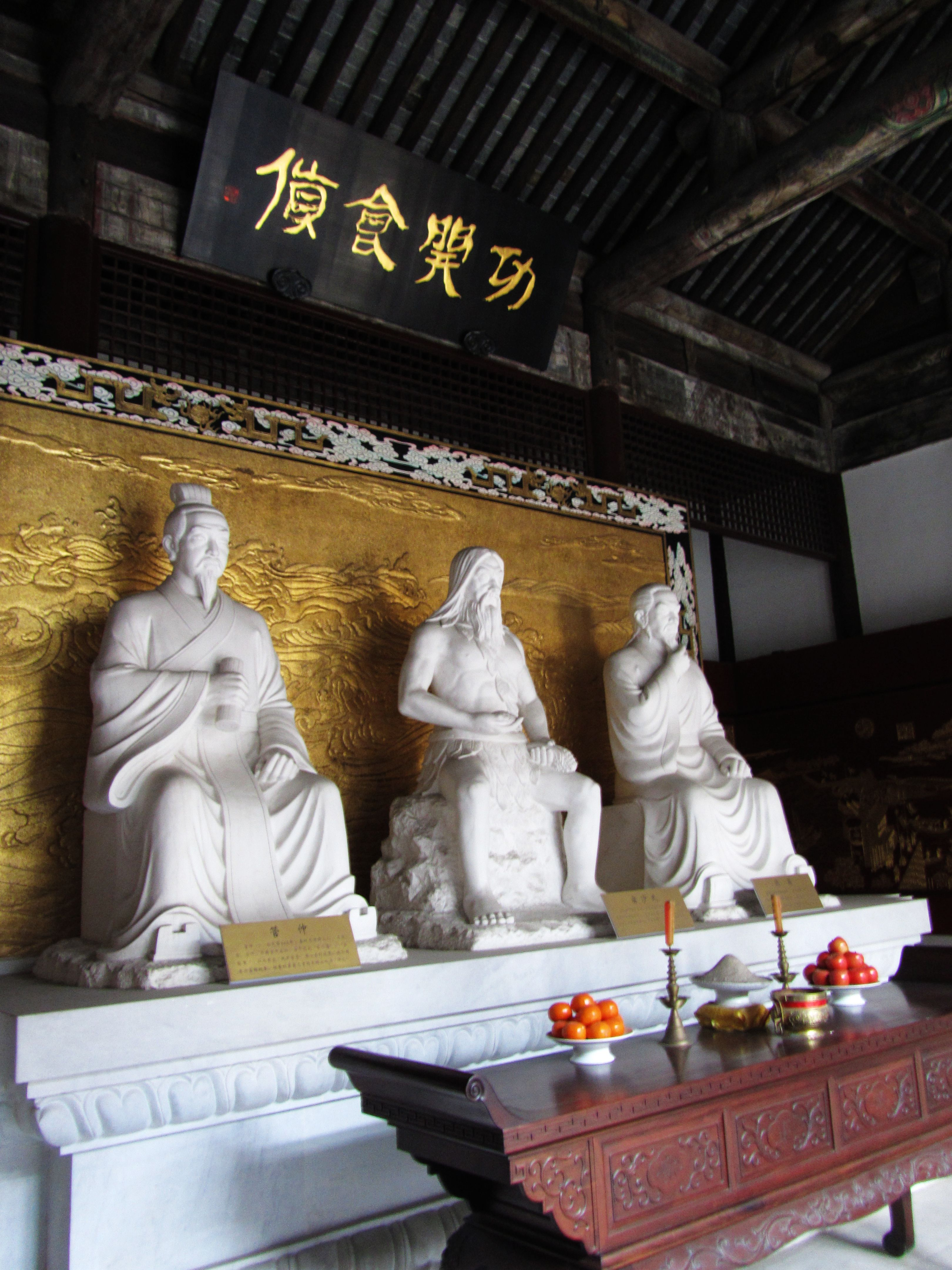
塩宗廟
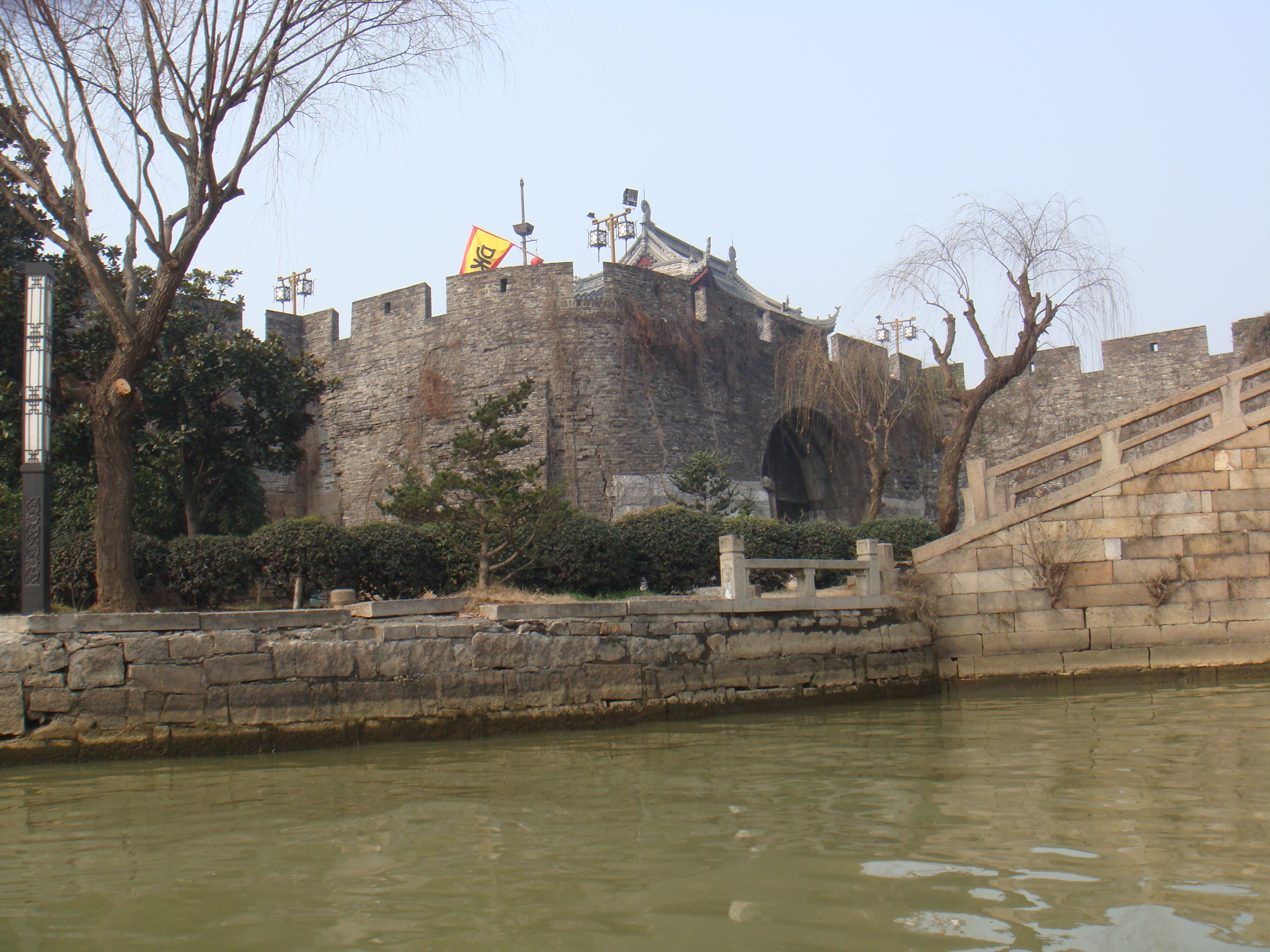
盤門
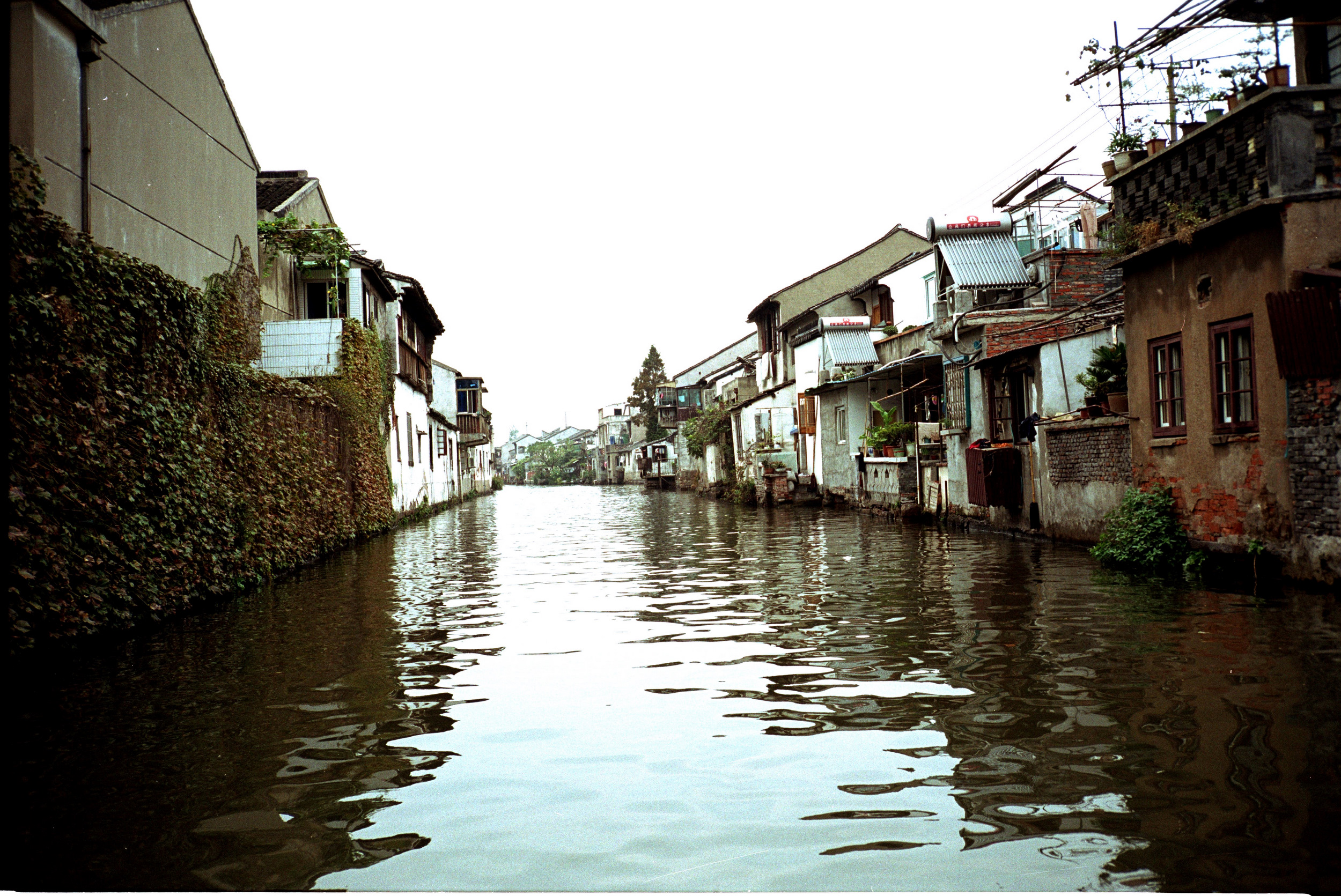
山塘（歴史地区）
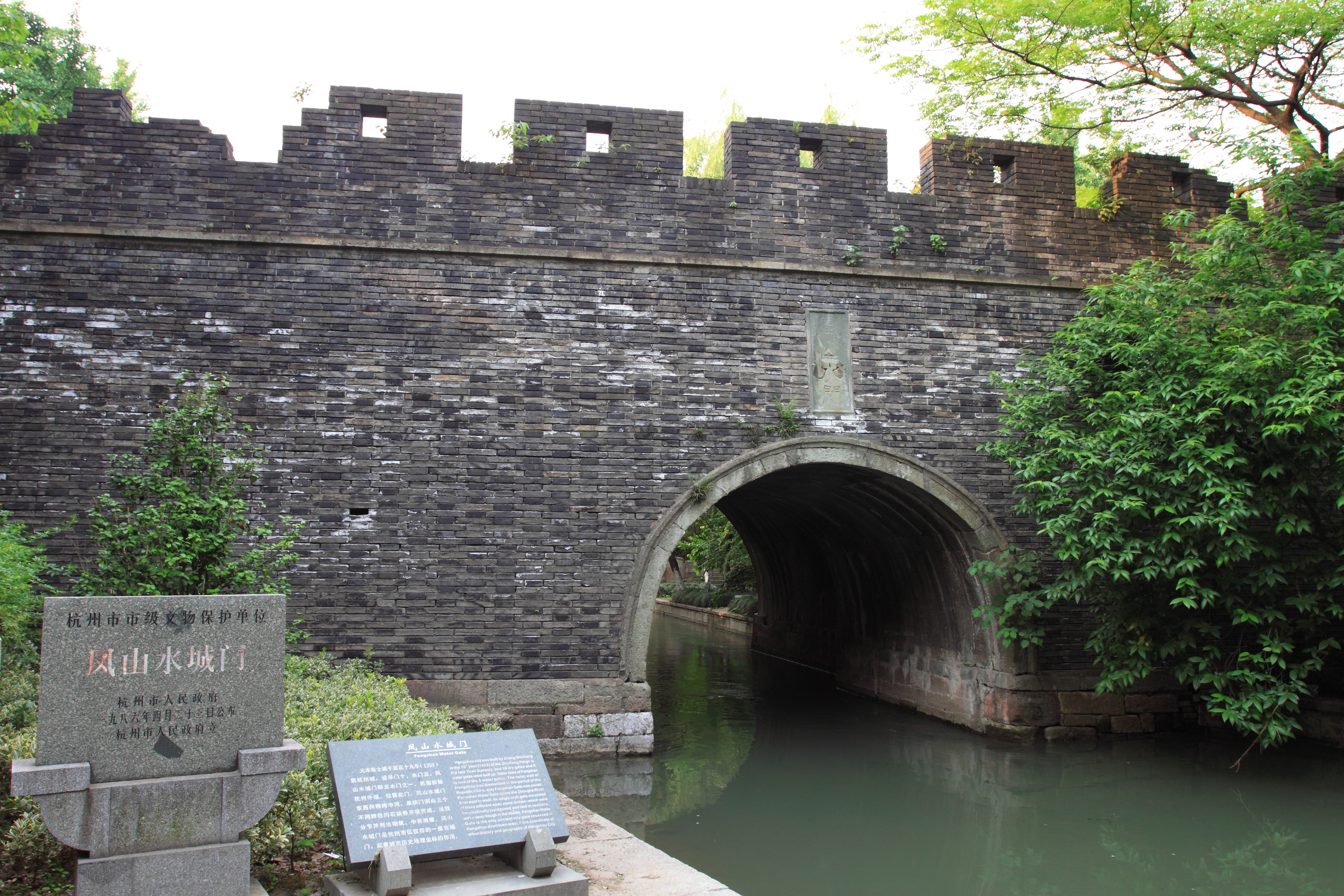
鳳山水門遺跡
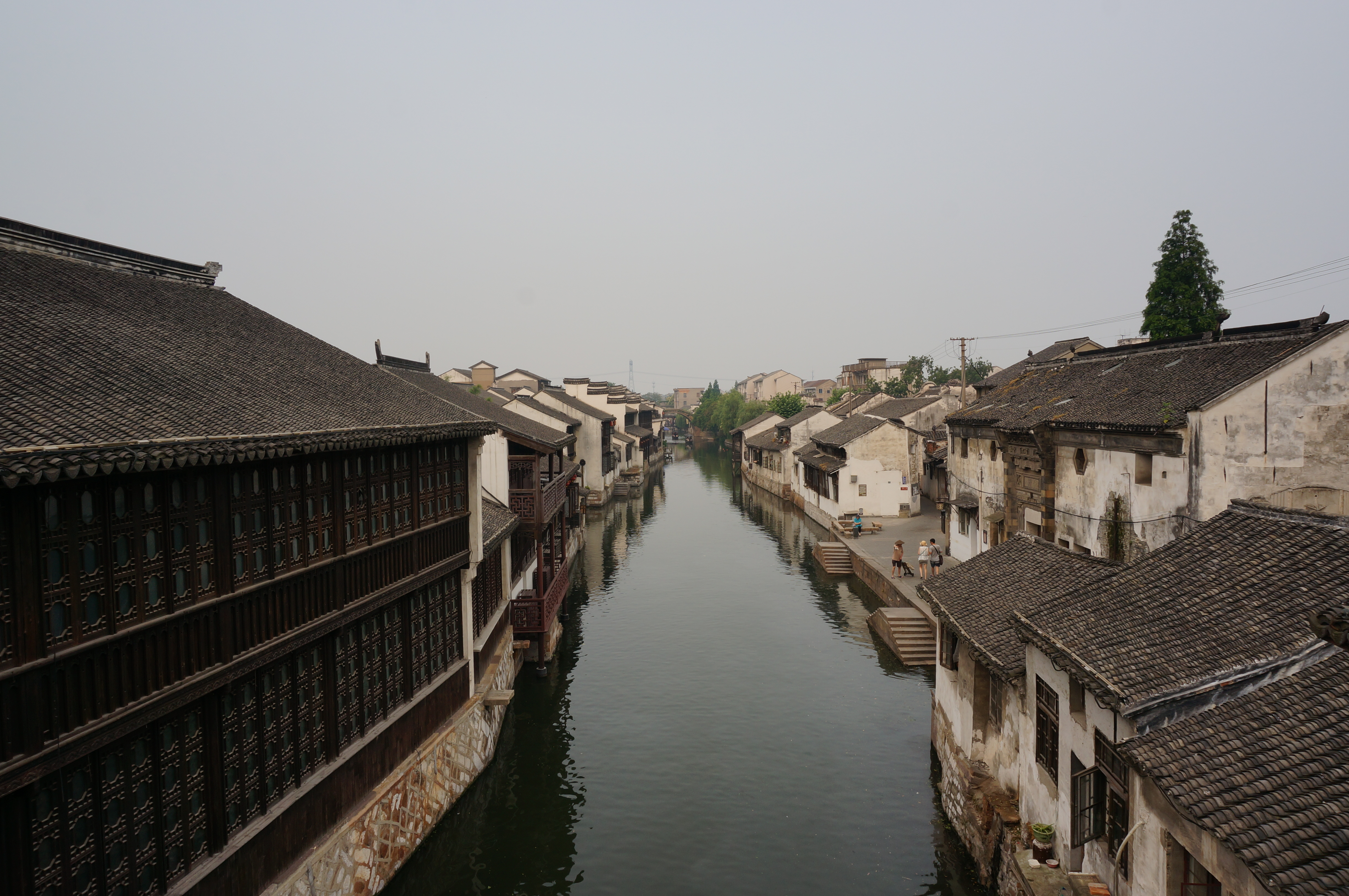
南潯
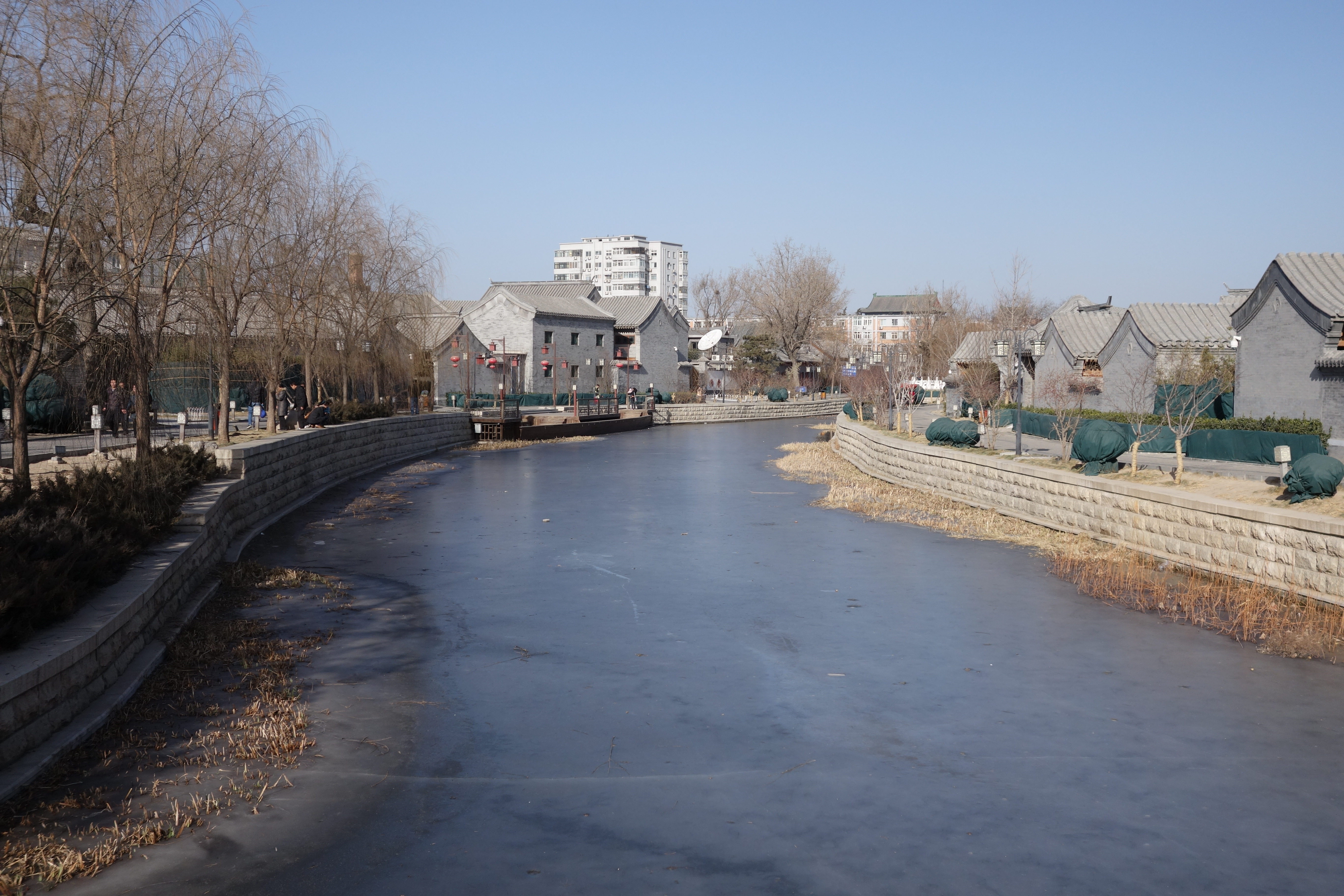
玉河河道
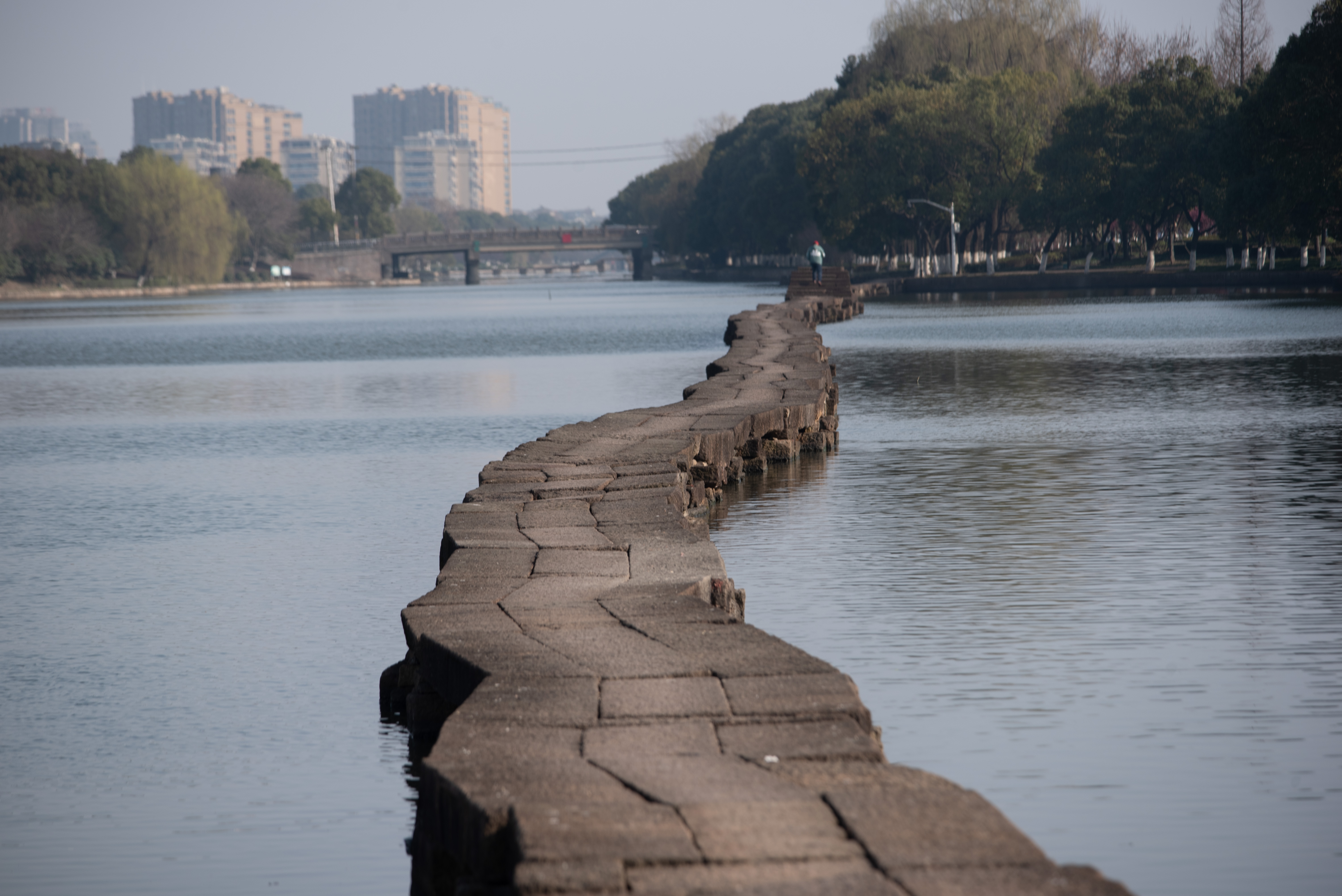
紹興古繊道
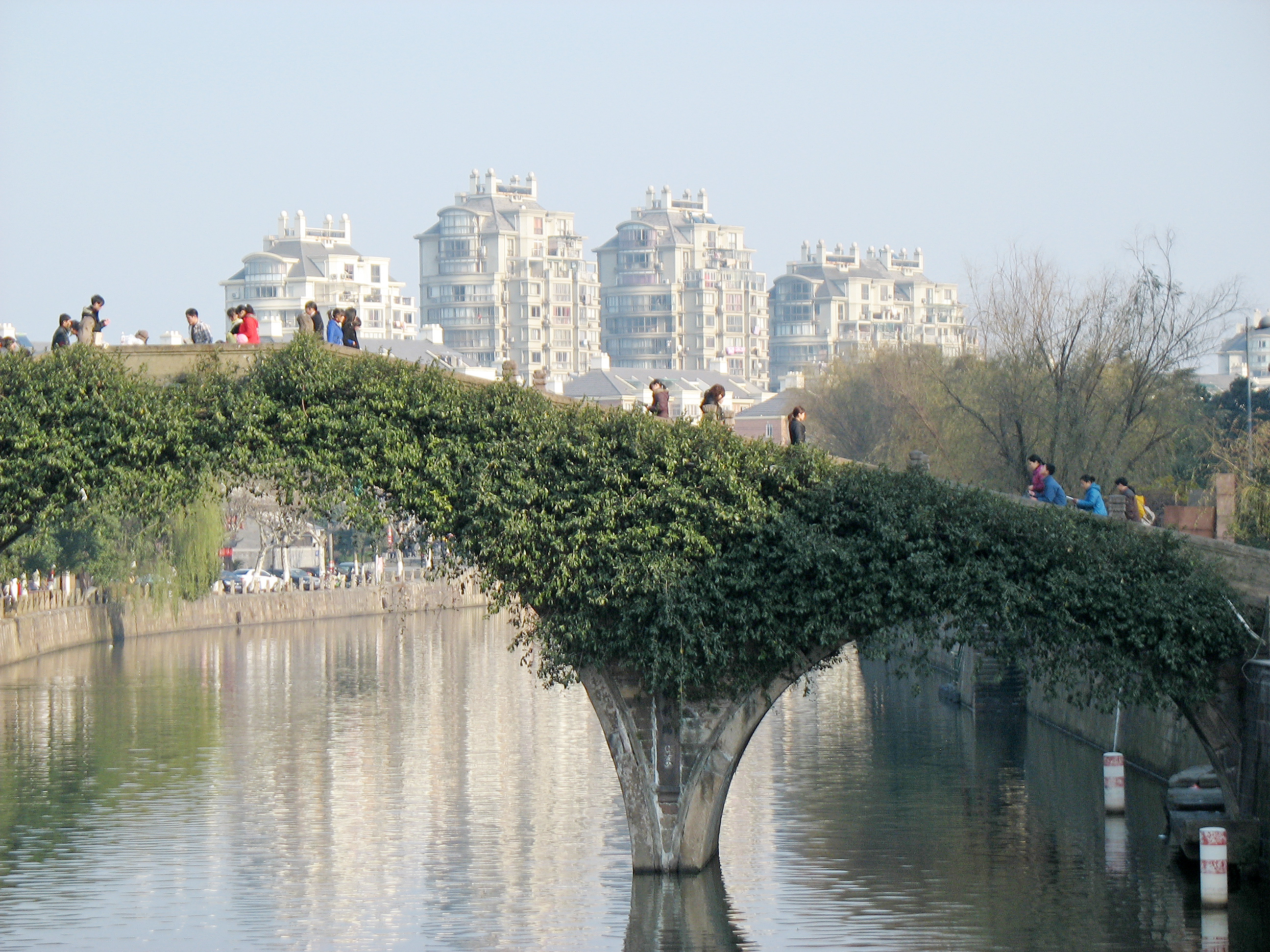
余姚運河の通済橋（中国語版）
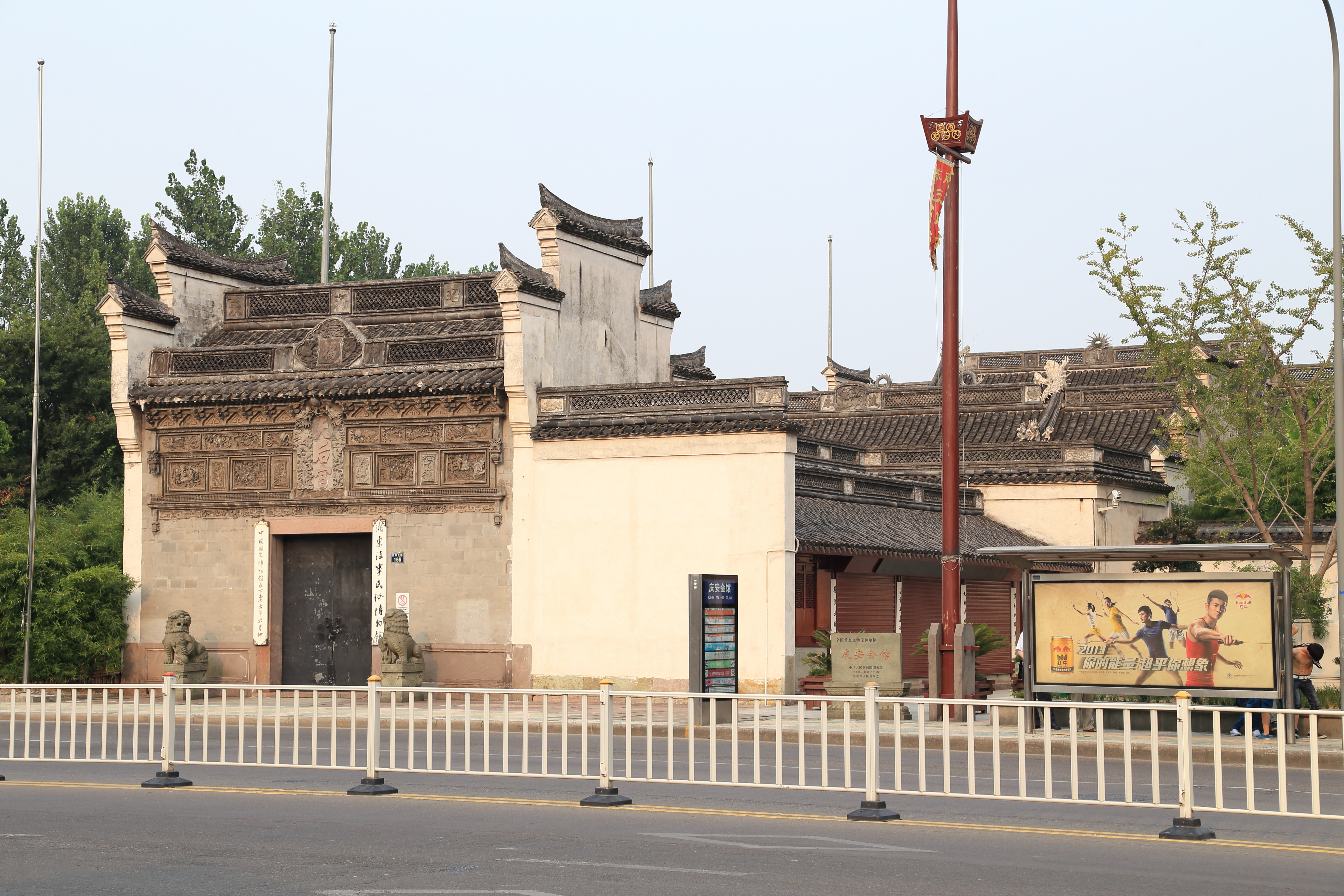
慶安会館

## 南水北調
2002年12月27日、南水北調が着工された。京杭大運河と平行のその河道は、東線工事のメインルートである。江蘇省揚州市より引いた長江の水をポンプで揚水して、天津市に至る長さ1,156kmのルートを流す。

### 注
1. ↑  邗溝（かんこう）は別称を「山陽瀆」（さんようとく）ともいう。
2. ↑  中国語の段運河の「段」は「長いものの一部・断片」の意味。
3. ↑  一つの構成資産が複数施設から成るものもある。